# Cantone di Saint-Haon-le-Châtel
Il Cantone di Saint-Haon-le-Châtel era una divisione amministrativa dell'arrondissement di Roanne.
È stato soppresso a seguito della riforma complessiva dei cantoni del 2014, che è entrata in vigore con le elezioni dipartimentali del 2015.
Comprendeva i comuni di:
- Ambierle
- Arcon
- Noailly
- Les Noës
- Renaison
- Saint-Alban-les-Eaux
- Saint-André-d'Apchon
- Saint-Germain-Lespinasse
- Saint-Haon-le-Châtel
- Saint-Haon-le-Vieux
- Saint-Rirand
- Saint-Romain-la-Motte